# Уилсон, Брайан
Брайан Дуглас Уилсон (англ. Brian Douglas Wilson; 20 июня 1942[…], Лос-Анджелес, Инглвуд или Инглвуд, Калифорния — 11 июня 2025) — американский музыкант, прежде всего известный как основатель, автор песен, бас-гитарист, вокалист, клавишник и продюсер культовой американской группы The Beach Boys, обладатель «Грэмми» и номинант премий «Золотой глобус» и «Эмми». Уилсон также участвовал в проектах других музыкантов.

## Биография

### The Beach Boys

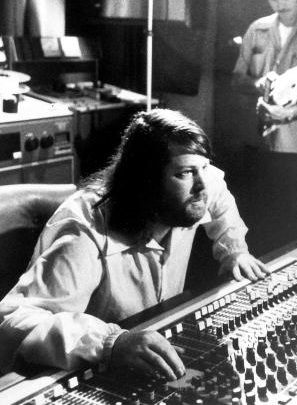
Брайан Уилсон, 1976 год

В 1960 году Уилсон собрал The Beach Boys вместе с братьями Деннисом и Карлом, двоюродным братом Майком Лавом и школьным другом Аланом Джардином. Группа быстро снискала фантастическую известность. Наиболее известные песни из начала 1960-х — «Surfin' USA», «Fun, Fun, Fun», «I Get Around», «Help Me Rhonda», «California Girls» и «Good Vibrations». Благодаря этим хитам и другим песням The Beach Boys превратились в группу, известную во всем мире. Брайан направлял музыку группы. Теоретик нежных гармонических вокальных партий группы, он был известен своей пунктуальностью в студийной работе. Как отмечал сам артист на него оказывали влияния такие исполнители, как The Four Freshmen, Чак Берри и Фил Спектор. Также Брайан испытывал огромное влияние от The Beatles, будучи их большим поклонником и конкурентом, одновременно оказывая огромное влияние на них же.
В 1966 году Брайан решил резко сменить музыкальный курс группы — вместо сёрф-рока группа стала творить в стиле софт-рок. Записав в 1966 году свой первый концептуальный альбом Pet Sounds, первый в своём роде, Брайан вызвал у критиков и поклонников одновременно и восторг, и недоумение. Саунд был слишком не похож на предыдущие записи, но зато новые песни уже штурмовали американские чарты — сингл Good Vibrations добрался до первой строчки. Альбом оказал сильное влияние на всю музыку шестидесятых, в частности на знаменитый альбом «Sgt. Pepper’s Lonely Hearts Club Band» The Beatles.
Вскоре Брайан занялся новым альбомом — Smile. Он объяснил его концепцию как «подростковая симфония для Бога». Однако в середине 1967 года у Брайана возникли проблемы с психическим здоровьем и запись была приостановлена. Альбом был перезаписан и выпущен только в 2004 году.

### Психическая болезнь
После рождения своего первого ребёнка в 1968 году Брайан всё больше отходил от дел группы. Постепенно главенствующая роль переходила к его брату — Карлу. Также постепенно группа теряла популярность. Альбом 20/20 был записан целиком без Брайана.
Брайана одолела депрессия, связанная с глубочайшим творческим кризисом. Он днями лежал в постели, принимал наркотики, его отстранённость от мира росла.
В 1975 году жена музыканта обратилась к врачу и Брайан постепенно стал приходить в себя. Он стал появляться на сцене в составе The Beach Boys. Постепенно он начал участвовать в делах группы.
Однако в 1982 году он вернулся к старым привычкам. Кокаин и постоянное переедание поставили музыканта на грань жизни и смерти. Доктору Брайана Эжен Ленди удалось вытащить его из этого состояния, посадить на диету и постепенно вернуть к жизни. Так уже в 1985 году Брайан вновь на сцене с группой на концерте Live Aid.
Сообщалось о том, что у Брайана шизофрения или нервное расстройство.

### Сольная карьера

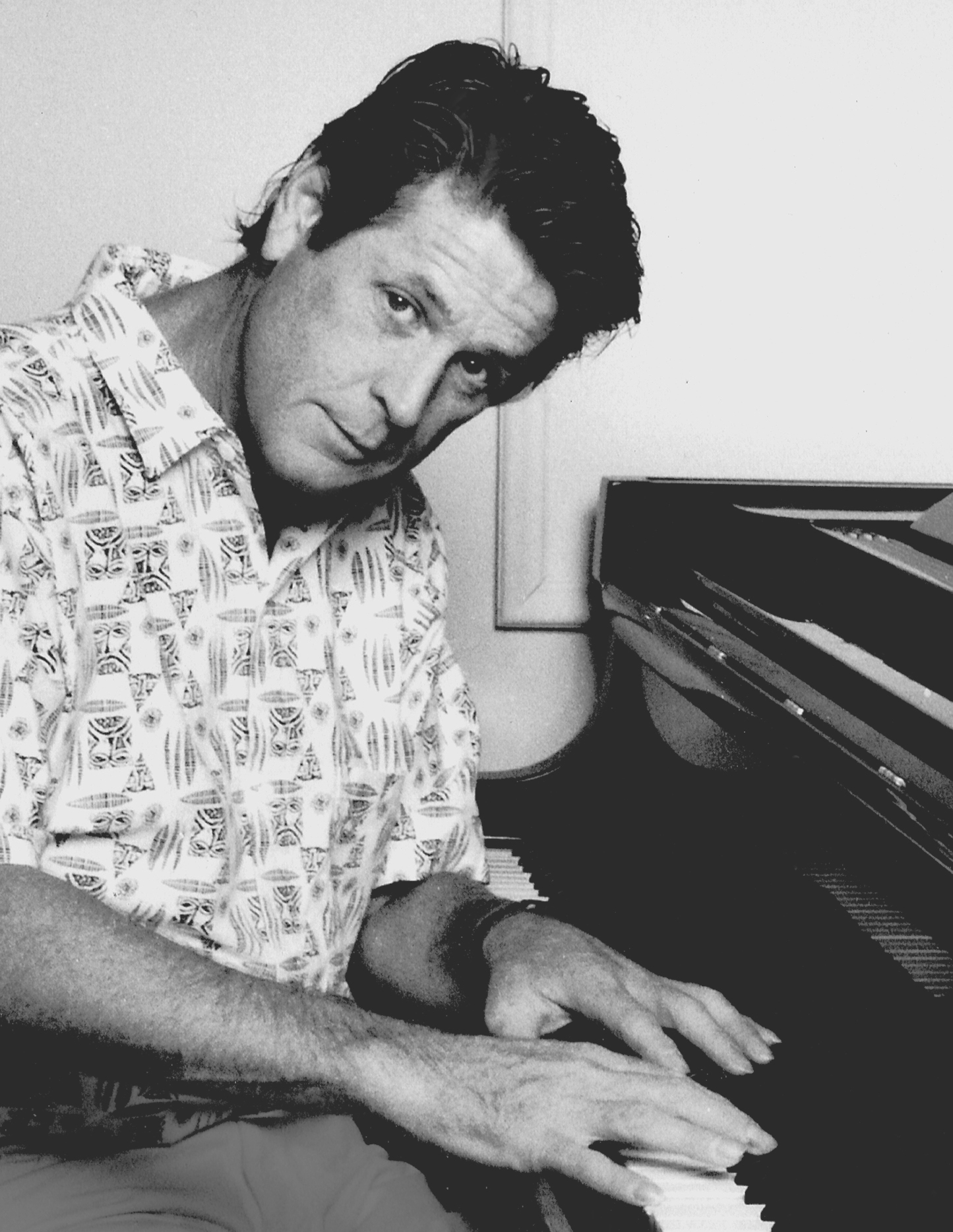
Брайан Уилсон, 1990 год

Под влиянием лечащего доктора Ленди Брайан ушёл из Beach Boys в конце 1980-х. Первым сольным альбомом Брайана стал «Brian Wilson» (1988). В нём он рассказывает о своих семейных трудностях и потерянных годах психической болезни. Следующим альбомом стал «Sweet Insanity», но он не был выпущен. Карл Уилсон в 1995 году обвинил Ленди в том, что доктор негативно влияет на Брайана, пичкает его ненужными психотропными препаратами. Следствием судебного иска стало то, что Эжен Ленди было запрещёно общаться с Брайаном.
Брайан женился и завёл новую семью. В 1995 году увидели свет два альбома — «I Just Wasn’t Made For These Times» и «Orange Crate Art». В 1998 году выходит «Imagination», состоящий в основном из нового материала. И наконец-то с 2002 года Брайан играет на концерте целиком легендарный Pet Sounds.
Новый альбом выходит в 2004 году — «Gettin' in Over My Head». В записи приняли участие Пол Маккартни, Эрик Клэптон и Элтон Джон. В этом же году закончил, наконец, легендарный «Smile» — проект, который был брошен в 1967 году и с тех пор ожидался его поклонниками. Уилсон полностью перезаписал все песни, максимально приблизив их к звучанию 1960-х годов.
К удивлению многих Уилсон, известный своим многолетним затворничеством, стал часто гастролировать, появляться на телевидении. В начале 2000-х он нашёл в Нью-Йорке трибьют-группу Beach Boys, которая полностью подошла ему, так как знала наизусть все его песни. С ними последний из живых братьев Уилсонов и гастролирует по свету. В 2003—2005 годах он дал серию успешных концертов в программой альбома «Smile»; устроил благотворительный концерт в пользу пострадавших от урагана Катрина. В 2006 году Брайан совершил небольшой тур в поддержку сорокалетия «Pet Sounds». К нему присоединился Алан Джардин. Тур получился крайне успешным. В декабре 2008 года он выступил на закрытом корпоративном концерте в Москве. Брайан исполнял в основном сёрф-хиты.
В 2008 году вышел новый альбом Брайана — «That Lucky Old Sun». В 2012 году в рамках празднования пятидесятилетия The Beach Boys он присоединился к группе при записи их нового альбома «That’s Why God Made the Radio» и последовавшего затем мирового турне. В 2015 году Брайан записал новый сольник «No Pier Pressure» вместе с Аланом Джардином, Дэвидом Марксом и Блонди Чаплин.
Умер 11 июня 2025 года в возрасте 82 лет.

## Дискография
- Brian Wilson (1988)
- I Just Wasn’t Made for These Times (1995)
- Orange Crate Art (1995; с Ван Дайком Парксом)
- Imagination (1998)
- Live at the Roxy Theatre (2000)
- Pet Sounds Live (2002)
- Gettin’ in Over My Head (2004)
- Brian Wilson Presents Smile (2004)
- What I Really Want for Christmas (2005)
- That Lucky Old Sun (2008)
- No Pier Pressure (2015)